# Une vie de chien (film, 1958)
 (juillet 2020).
Pour les articles homonymes, voir Une vie de chien.
Pour plus de détails, voir Fiche technique et Distribution.
Une vie de chien (A Waggily Tale en anglais) est un cartoon américain Looney Tunes de 1958 réalisé par Friz Freleng. 